# Beto (ur. 1982)
Beto (wym. [ˈbɛtu]), właśc. António Alberto Bastos Pimparel (ur. 1 maja 1982 w Lizbonie) – portugalski piłkarz, występujący na pozycji bramkarza.

## Kariera klubowa
Beto swoją karierę zaczynał w Sportingu. Początkowo występował w jego rezerwach, a na sezon 2001/2002 został włączony do seniorskiej kadry. Zadebiutował w portugalskiej ekstraklasie, a o miejsce w składzie rywalizował wówczas z Nélsonem Pereirą. Po zakończeniu rozgrywek Beto został wypożyczony do zespołu Casa Pia. Grał w nim przez 2 lata – najpierw w trzeciej, a później w czwartej lidze. W 2004 roku działacze Sportingu zdecydowali się na sprzedaż Beto do GD Chaves. W nowym zespole Beto nie rozegrał żadnego spotkania w drugiej lidze. Kolejny sezon bramkarz spędził w FC Marco, gdzie udało mu się wywalczył miejsce w podstawowym składzie.
W 2006 roku Beto podpisał kontrakt z Leixões SC, z którym w debiutanckim sezonie awansował do pierwszej ligi. W Leixões Beto grał przez 3 lata rozgrywając w tym czasie 84 ligowe pojedynki. W marcu 2009 roku Portugalczyk uzgodnił warunki przejścia do FC Porto. Oficjalnie jego graczem został w czerwcu. Kierownictwo Porto zapłaciło za transfer 750 tysięcy euro, a piłkarz podpisał 4-letnią umowę. Za sezon 2008/2009 Beto został wybrany najlepszym bramkarzem ligi portugalskiej.
W FC Porto Beto został zmiennikiem Heltona. Ligowy debiut w barwach nowej drużyny zanotował 29 listopada w zwycięskim 2:1 meczu przeciwko Rio Ave FC.
W 2011 roku Beto został wypożyczony do CFR 1907 Kluż.

### Sevilla
W letnim okienku transferowym sezonu 2012/13 Beto podpisał kontrakt z Sevillą, ponieważ FC Porto nie przedłużyło umowy z bramkarzem. Za portugalskiego bramkarza klub z Andaluzji zapłacił 1 milion euro. Bramkarz zadebiutował w przegranym 1-2 meczu z Atletico Madryt w półfinale Pucharze Króla. W dniu 3 lutego 2013 roku zagrał pierwszy mecz w lidze, gdzie tym razem jego drużyna wygrała 2-1 z Rayo Vallecano.
14 maja 2014 roku wygrał pierwsze trofeum z hiszpańską drużyną. W finale Ligi Europejskiej jego drużyna wygrała z Benficą. Bramkarz został bohaterem meczu, broniąc dwa rzuty karne w konkursie jedenastek. Bramkarz w dużym stopniu przyczynił się także do zajęcia 5. miejsca w lidze.
W 2016 roku odszedł do Sportingu.

## Kariera reprezentacyjna
W reprezentacji Portugalii Beto zadebiutował 10 czerwca 2009 roku w zremisowanym 0:0 towarzyskim spotkaniu z Estonią. Wcześniej był członkiem kadry do lat 21.
Został powołany na Mistrzostwa Świata 2014 w Brazylii.

## Występy
| Klub               | Sezon              | Liga  | Liga | Puchary | Puchary | Europejskie | Europejskie | Łącznie | Łącznie | Łącznie |
| Klub               | Sezon              | Mecze | Gole | Mecze   | Gole    | Mecze       | Gole        | Mecze   | Gole    |         |
| ------------------ | ------------------ | ----- | ---- | ------- | ------- | ----------- | ----------- | ------- | ------- | ------- |
| Sporting B         | 2000–01            | 4     | 0    | 0       | 0       | 0           | 0           | 4       | 0       |         |
| Sporting B         | 2001–02            | 21    | 0    | 0       | 0       | 0           | 0           | 21      | 0       |         |
| Sporting B         | Razem              | 25    | 0    | 0       | 0       | 0           | 0           | 25      | 0       |         |
| Casa Pia           |                    |       |      |         |         |             |             |         |         |         |
| 2002–03            | 38                 | 0     | 0    | 0       | 0       | 0           | 38          | 0       |         |         |
| Razem              | 38                 | 0     | 0    | 0       | 0       | 0           | 38          | 0       |         |         |
| Sporting B         | 2003–04            | 37    | 0    | 0       | 0       | 0           | 0           | 37      | 0       |         |
| Sporting B         | Razem              | 37    | 0    | 0       | 0       | 0           | 0           | 37      | 0       |         |
| GD Chaves          | 2004–05            | 0     | 0    | 0       | 0       | 0           | 0           | 0       | 0       |         |
| GD Chaves          | Razem              | 0     | 0    | 0       | 0       | 0           | 0           | 0       | 0       |         |
| Marco              | 2005–06            | 27    | 0    | 0       | 0       | 0           | 0           | 27      | 0       |         |
| Marco              | Razem              | 27    | 0    | 0       | 0       | 0           | 0           | 27      | 0       |         |
| Leixões SC         | 2006–07            | 28    | 0    | 3       | 0       | 0           | 0           | 31      | 0       |         |
| Leixões SC         | 2007–08            | 25    | 0    | 4       | 0       | 0           | 0           | 29      | 0       |         |
| Leixões SC         | 2008–09            | 30    | 0    | 4       | 0       | 0           | 0           | 34      | 0       |         |
| Leixões SC         | Razem              | 83    | 0    | 11      | 0       | 0           | 0           | 94      | 0       |         |
| FC Porto           | 2009–10            | 6     | 0    | 6       | 0       | 1           | 0           | 13      | 0       |         |
| FC Porto           | 2010–11            | 0     | 0    | 1       | 0       | 1           | 0           | 2       | 0       |         |
| FC Porto           | Razem              | 6     | 0    | 7       | 0       | 2           | 0           | 15      | 0       |         |
| CFR Cluj           |                    |       |      |         |         |             |             |         |         |         |
| 2011-12            | 27                 | 0     | 0    | 0       | 0       | 0           | 27          | 0       |         |         |
| Razem              | 27                 | 0     | 0    | 0       | 0       | 0           | 27          | 0       |         |         |
| SC Braga           |                    |       |      |         |         |             |             |         |         |         |
| 2012-13            | 15                 | 0     | 0    | 0       | 7       | 0           | 22          | 0       |         |         |
| Razem              | 15                 | 0     | 0    | 0       | 7       | 0           | 22          | 0       |         |         |
| Sevilla FC         | 2012-13            | 14    | 0    | 2       | 0       | 0           | 0           | 16      | 0       |         |
| Sevilla FC         | 2013-14            | 33    | 0    | 0       | 0       | 3           | 0           | 35      | 0       |         |
| Sevilla FC         | 2014-15            | 17    | 0    | 0       | 0       | 4           | 0           | 20      | 0       |         |
| Sevilla FC         | 2015-16            | 4     | 0    | 0       | 0       | 0           | 0           | 4       | 0       |         |
| Sevilla FC         | Razem              | 69    | 0    | 2       | 0       | 7           | 0           | 77      | 0       |         |
| Łącznie w karierze | Łącznie w karierze | 326   | 0    | 20      | 0       | 16          | 0           | 361     | 0       |         |